# Sköns kyrka
Sköns kyrka är en kyrkobyggnad öster om E4an vid Birsta i Medelpad. Den är nu församlingskyrka i Sköns församling i Härnösands stift och har tidigare varit sockenkyrka i Sköns socken. Två runstenar från 1000-talet står intill kyrkan.

## Sköns gamla kyrka
Den ursprungliga stenkyrkan var troligen från 1100-talet[källa behövs]. Den var en klövsadelkyrka, det vill säga försedd med två torn, ett på vardera sidan om långhuset. Den hade kastal och fungerade sannolikt som en så kallad försvarskyrka. Den var helgad åt S:t Per. På 1400-talet blev den enligt lokal sägen ombyggd av pastor Josephus från Indal.
Den gamla kyrkan revs 1846 av kontraktsprosten och kyrkoherden Joseph Backlund, två år innan kungen och Vitterhetsakademien gav sitt tillstånd till rivningen.

## Runstenar

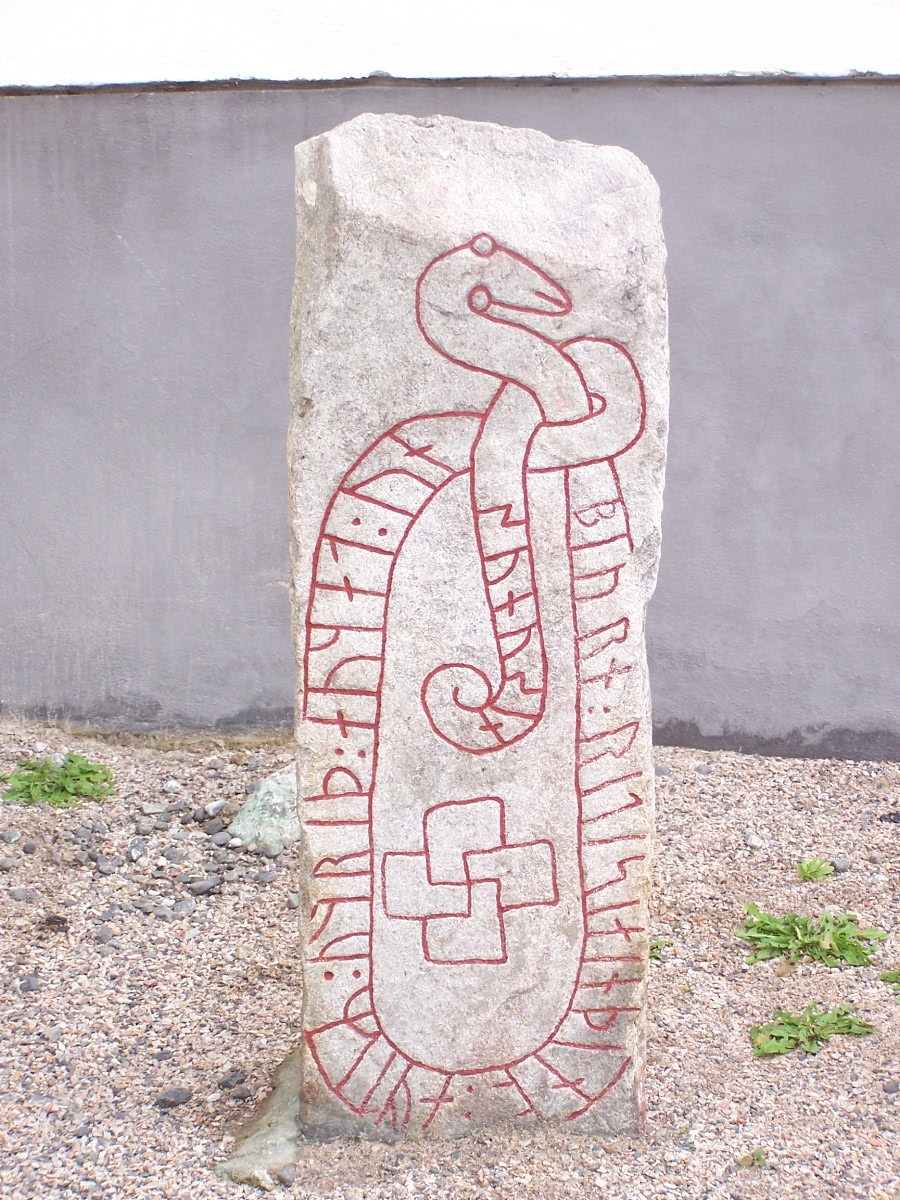
Runsten vid Sköns kyrka (M 15)
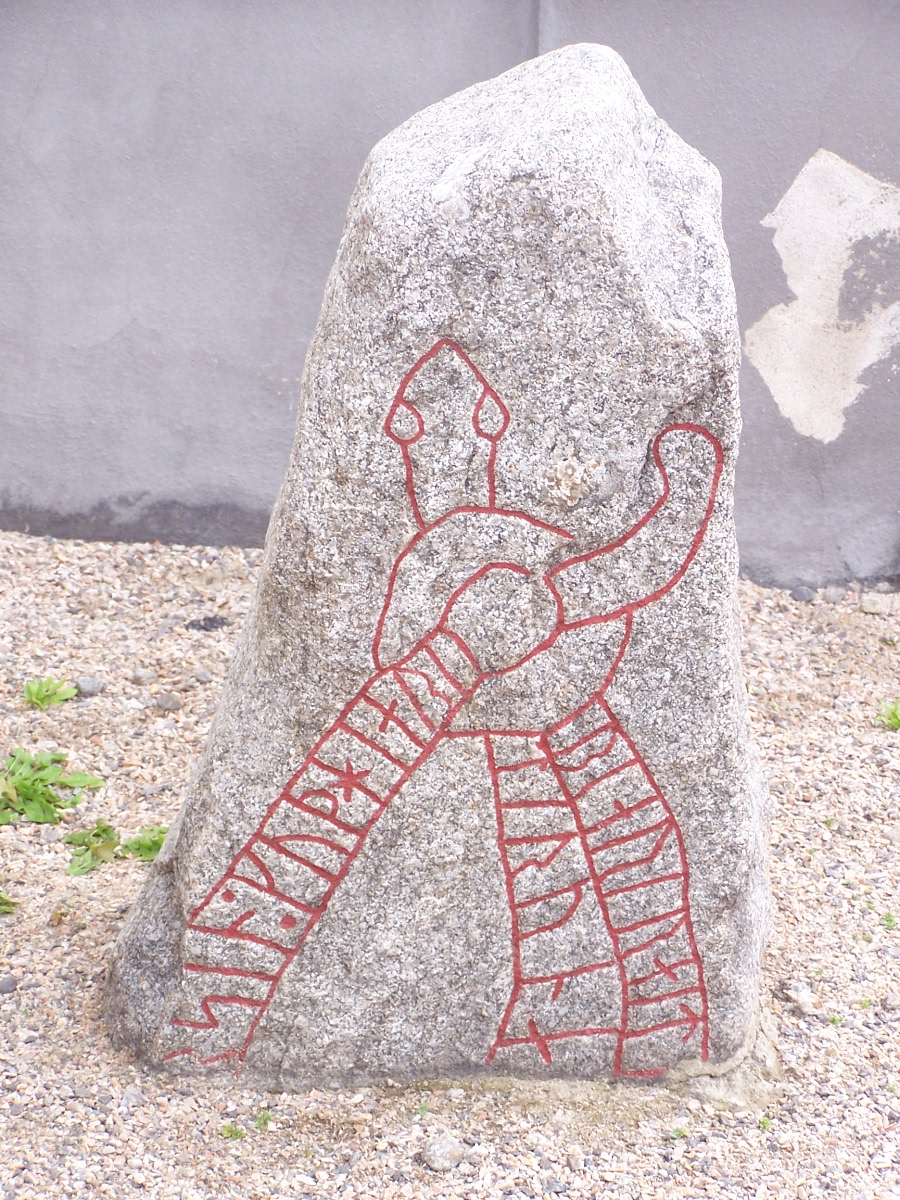
Runsten vid Sköns kyrka (M 16)

Vid rivningen av medeltidskyrkan 1846 upptäcktes en oförstörd runsten i muren. Ytterligare en frilades men identifierades inte som runsten utan användes som brosten på stallbacken. Det var först år 1911 som Olof Högberg upptäckte dess grunda hålrelief. Runstenarna transporterades då till Norra berget, men efter protester från kyrkoherden och sockenstämman flyttades de redan samma år tillbaka till Sköns kyrka.
En tolkningshypotes som framförts är att runstenar utöver att fungera som avlatsbrev för att den döde skulle undslippa skärselden, utgjorde de ristande släktingarnas lojalitetsförklaring mot centralmakten. Liksom förvånansvärt många runstenar i landet tycks dessa stenar har spelat ut sin roll redan efter några generationer och användes som murstenar vid byggandet av sockenkyrkan.

## Kyrkobyggnaden
Nuvarande kyrka invigdes 1850 och uppfördes under ledning av Jacob Norin. Denna är byggd som en traditionell salkyrka med tornet i väster och koret i öster. Kyrkoherde Joseph Backlund fick 1854 två sockerskålar av silver på 97 lod som tacksamhetsgåvor för sitt nitiska arbete för kyrkans uppförande och frikostiga finansiering av det.

## Inventarier
I kyrkan finns en gotländsk dopfunt i kalksten daterad till 1100-talet.

## Orgel
År 1900 byggdes en orgel av firman E. A. Setterquist & Son, Örebro, med 18 stämmor fördelade på två manualer, särskild pedal och 10 koppel. Kollektivkoppeln: "Mezzaforte" "Piano", "Forte" och "Tutti", firmans patent, introduceras på denna orgel. Den gör att organisten enkelt kan ta fram dessa kombinationer direkt utan att  behöva kontrollera registraturens lägen först. Orgeln avsynades 27 oktober 1900 av musikdirektör A. Gustaf Eriksson, Sundsvall.

## Galleri

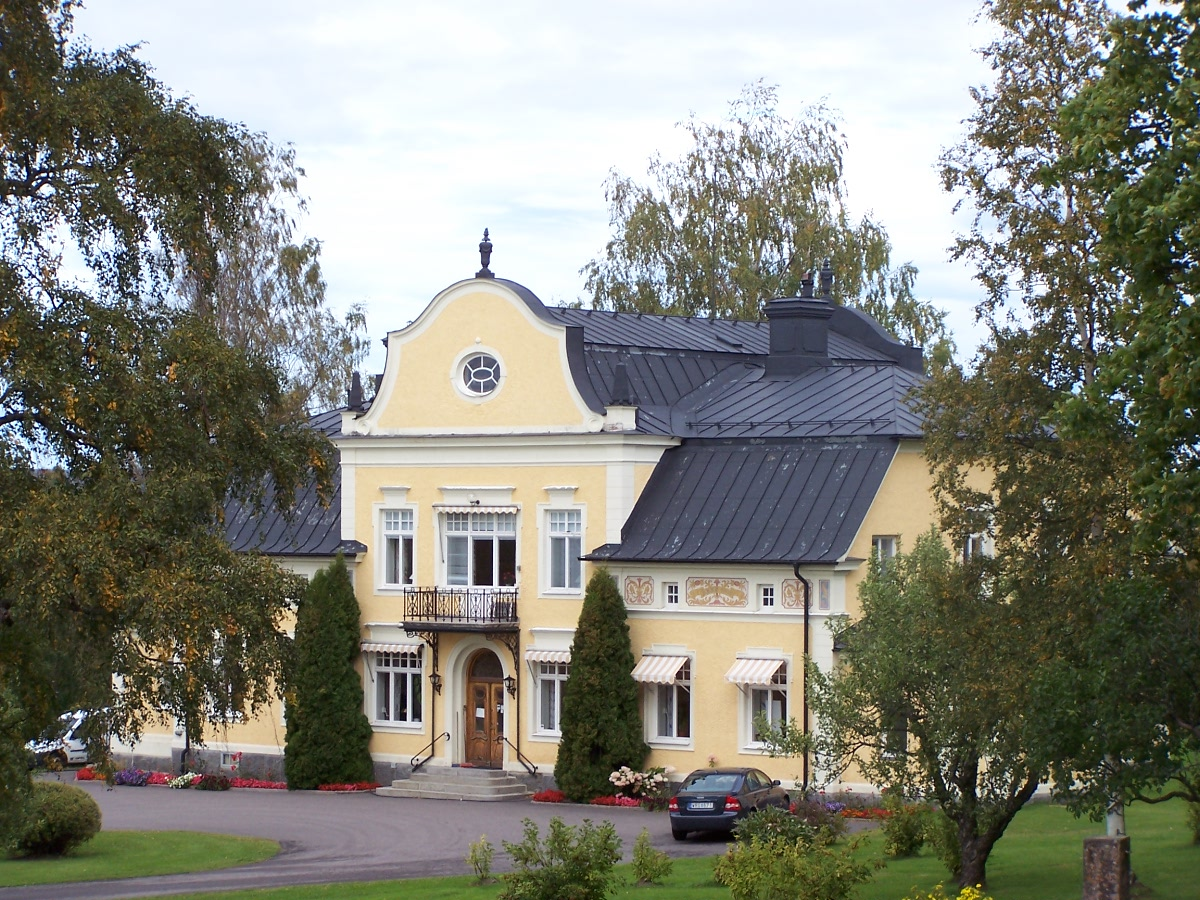
Sköns prästgård
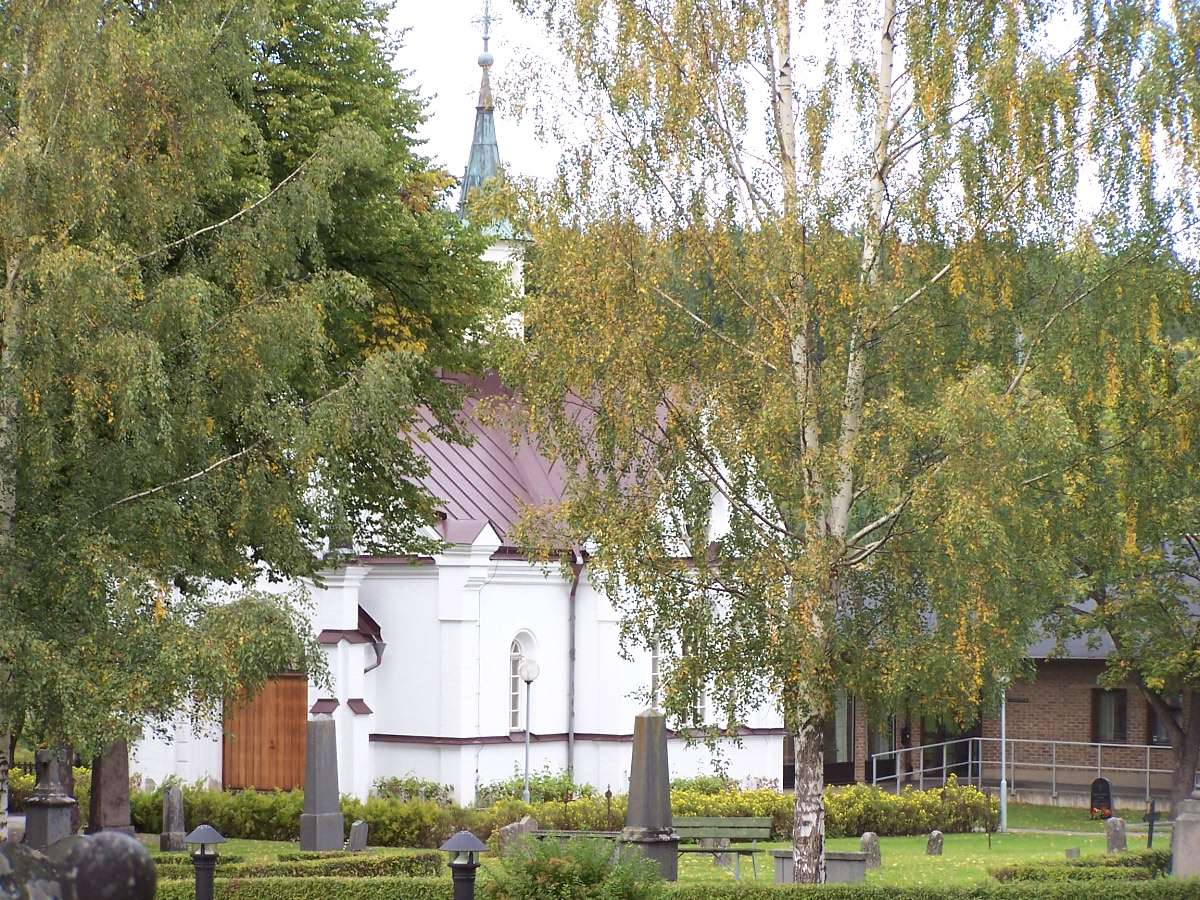
Sköns kapellgård